# 2020. évi nyári olimpiai játékok
A 2020. évi nyári olimpiai játékokat, hivatalos nevén a XXXII. nyári olimpiai játékokat 2020-ra tervezték, de a világjárvány miatt 2021-ben rendezték meg Tokióban, Japán fővárosában. Hivatalosan a 32. újkori olimpia, mivel a sorszámozás értelmében az elmaradt olimpiai játékok is megrendezettnek számítanak. Ténylegesen – vagyis ha az elmaradtakat nem számoljuk bele – a huszonkilencedik.
2020. március 24-én bejelentették, hogy a koronavírus-járvány miatt az olimpiai játékokat elhalasztják, előreláthatólag egy évvel. Az esemény elnevezése nem változott. Március 30-án nyilvánosságra hozták, hogy az olimpiát 2021. július 23. és augusztus 8. között rendezik meg, nézők nélkül, üres lelátók előtt.

## A pályázási folyamat
A 2012. február 15-i határidőig hivatalosan öt város adta be pályázatát az olimpia megrendezésére. A NOB 2012. május 23-án nevezte meg a hivatalos pályázókat, a döntés szerint Isztambul, Madrid és Tokió verseng az olimpia rendezési jogáért. A NOB 2013. szeptember 7-én, Buenos Airesben döntött a játékok helyszínéről.

### Fontosabb időpontok
A rendező ország kiválasztásának főbb időpontjait a NOB végrehajtó tanács az alábbiak szerint fogadta el:
- 2011:

május 16. – a NOB kiküldte a nemzeti olimpiai bizottságoknak a pályázatra való felkérésről szóló levelet.
július–augusztus – a NOB felkérte a nemzeti bizottságokat, hogy azok július 29-ig levélben erősítsék meg országuk elkötelezettségét a WADA (Nemzetközi Doppingellenes Ügynökség) szabályzata mellett. Eddig lehetett kérni, ha egy ország a NOB által előre jelzett időponton (július 15. – augusztus 31.) kívül szeretné megrendezni a játékokat. A NOB augusztus végéig válaszolt az ilyen jellegű kérésekre.
szeptember 1. – a 2020-as nyári olimpiai megrendezésére való hivatalos jelentkezés határideje.
szeptember 2. - a NOB megerősítette, hogy hat ország jelentkezését kapta kézhez.
november 3–4. – a NOB tájékoztató szemináriumot tartott a jelentkezők részére.
- 2012:

február 15. – a pályázati anyag és a garancialevelek benyújtási határideje.
május 23. – a NOB végrehajtó tanács ülése Quebec városban dönt, hogy pályázataik alapján mely városok válnak hivatalos pályázó várossá.
július 27. – augusztus 12. - az Olimpiai Játékok Megfigyelői Programja a londoni olimpián.
november - a londoni olimpia eredmény összefoglalója Rio de Janeiróban.
- 2013:

január 7. – a hivatalos pályázati könyvek benyújtásának határideje.
február – április – a NOB értékelő bizottságának látogatása a pályázóknál.
még eldöntendő – a NOB értékelő bizottságának jelentése.
június - a jelentkező városok előadása a NOB tagok részére Lausanne-ban.
szeptember 7. – a NOB 125. ülésszakán a rendező város kiválasztása.

## Szavazás
A NOB 2013. szeptember 7-én választotta ki a rendező várost. A három pályázó közül az első fordulóban Tokió kapta a legtöbb szavazatot. Isztambul és Madrid azonos számú szavazatot kapott, ezért egy új szavazás volt, amelyen Isztambul 49-45 arányban nyert, így Madrid kiesett. A második fordulóban Tokió kapta a több szavazatot és nyerte el a rendezés jogát.
| A 2020-as nyári olimpiai játékok rendezőjének kiválasztása | A 2020-as nyári olimpiai játékok rendezőjének kiválasztása | A 2020-as nyári olimpiai játékok rendezőjének kiválasztása | A 2020-as nyári olimpiai játékok rendezőjének kiválasztása | A 2020-as nyári olimpiai játékok rendezőjének kiválasztása |
| Pályázat                                                   | Ország                                                     | 1. kör                                                     | Plusz szavazás                                             | 2. kör                                                     |
| ---------------------------------------------------------- | ---------------------------------------------------------- | ---------------------------------------------------------- | ---------------------------------------------------------- | ---------------------------------------------------------- |
| Tokió                                                      | Japán                                                      | 42                                                         | –                                                          | 60                                                         |
| Isztambul                                                  | Törökország                                                | 26                                                         | 49                                                         | 36                                                         |
| Madrid                                                     | Spanyolország                                              | 26                                                         | 45                                                         | –                                                          |

## Pályázatok
A 2012. február 15-i határidőig 5 város nyújtotta be pályázatát.

### Hivatalos pályázatok

#### Isztambul,Törökország
Isztambult a NOB 123. ülésszakán, 2011. július 7-én jelentették be pályázóként, majd július 24-én Törökország megerősítette a szándékot.
Törökország pályázatát hivatalosan 2011. augusztus 13-án jelentette be Recep Tayyip Erdoğan miniszterelnök. Ez Isztambul ötödik kísérlete a nyári olimpiai játékok megrendezésére.
Isztambulban több modern sporthelyszín is található. A Türk Telekom Arena, az Atatürk Olimpiai Stadion és a Şükrü Saracoğlu Stadion, amelyek a 21. század elején épültek vagy lettek átépítve, Isztambul három kiemelt stadionja.

#### Madrid,Spanyolország
Madridot a Spanyol Olimpiai Bizottság végrehajtó bizottsága 2011. június 1-jén jelölte pályázónak. A kormány hivatalos támogatását 2011. július 12-én kapta meg. Madrid a szavazás utolsó körében veszítette el pályázatát a 2016. évi nyári olimpiai játékokra Rio de Janeiróval szemben.
Spanyolország rendezte az 1992. évi nyári olimpiai játékokat Barcelonában. Itt rendezték az 1982-es labdarúgó-világbajnokságot, amelynek döntőjére Madridban került sor, valamint ebben a városban volt az 1986-os úszó-világbajnokság is.

#### Tokió,Japán
Tokiót a Japán Olimpiai Bizottság 2011. július 16-án nevezte meg pályázóként, és a kormány utána jóváhagyta a jelölést. A város a 2011-es tóhokui földrengés és cunami ellenére fenntartja pályázati szándékát, bár a katasztrófa Kelet-Japánban jelentős károkat okozott. 2012. február 13-án hivatalosan is benyújtották a pályázatot. Tokió rendezte az 1964. évi nyári olimpiai játékokat.
Japán kétszer is rendezett téli olimpiát: az 1998. évi téli olimpiai játékokat Naganóban tartották, míg Szapporo rendezte az 1972. évi téli olimpiai játékokat. Japán – Dél-Koreával együtt – rendezte meg a 2002-es labdarúgó-világbajnokságot; a döntőre a Tokió melletti Jokohama stadionjában került sor. Japán rendezi a 2019-es rögbivilágkupát, a torna két legfontosabb helyszíne a Nagy Tokió agglomerációban lesz.

### Kiesett pályázatok

#### Baku,Azerbajdzsán
A szeptember 1-jei határidőt követően bejelentették, hogy Baku jelentkezett a 2020-as nyári játékok megrendezésére.

#### Doha,Katar
Doha 2011. augusztus 26-án jelentette be, hogy jelentkezett a 2020. évi nyári játékok megrendezésére.
2006-ban Doha rendezte az Ázsia-játékokat. Katar a közelmúltban nyerte el a 2022-es labdarúgó-világbajnokság rendezési jogát, a stadionok nagy részét Dohában építik fel. Itt rendezték az 1988-as és a 2011-es Ázsia kupát, valamint itt tartották 2011-ben a Pánarab Játékokat is.

### Törölt pályázat

#### Róma,Olaszország
Rómát az Olasz Olimpiai Bizottság jelölte 2010. május 19-én, azonban az olasz miniszterelnök 2012. február 14-én – 1 nappal a pályázatok benyújtásának határideje előtt – bejelentette, hogy a kormány a gazdasági válság miatt nem támogatja Róma pályázatát.

## Sportágak

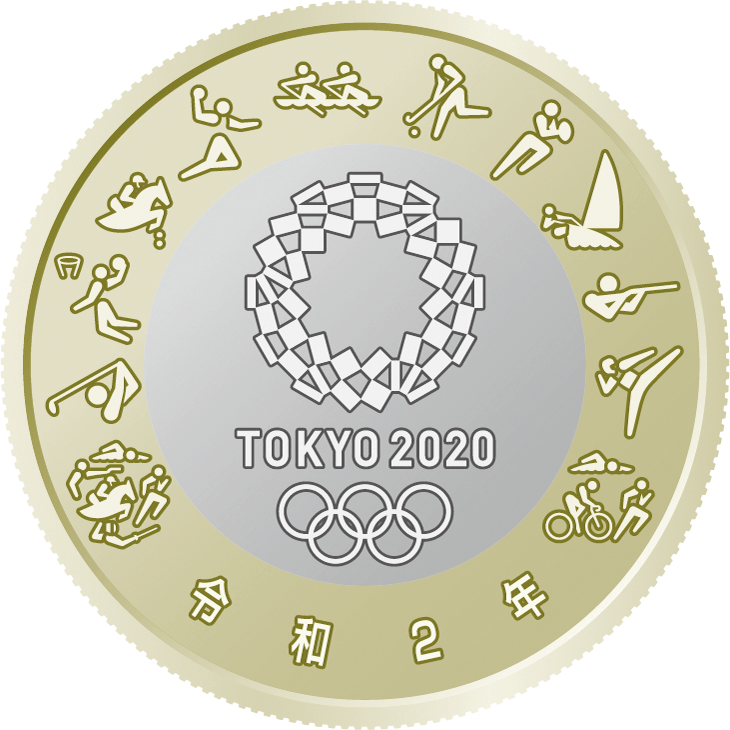
A 2020. évi nyári olimpiai játékok 500 jenes emlékérméje

Hét sportág szerepelt azon a listán, amelyeket a 2020-as nyári játékok programjába javasoltak (karate, vusu, csarnokban játszható softball, görkorcsolya, fallabda, falmászás, kötélpályás wakeboard). A NOB 2013 szeptemberében döntött erről.
A NOB végrehajtó bizottságának 2013. február 12-i javaslata szerint a birkózás került volna ki az olimpia programjából. A NOB 125. kongresszusának 2013. szeptember 8-ai ülésén úgy döntöttek, hogy a birkózás marad, így a fallabda, valamint a baseball és a softball nem lesz a programban.
A 2016. augusztusi NOB ülésen a gördeszkázás, a hullámlovaglás, a sportmászás, a karate és a baseball/softball került az olimpia programjába.

## Szimbólum

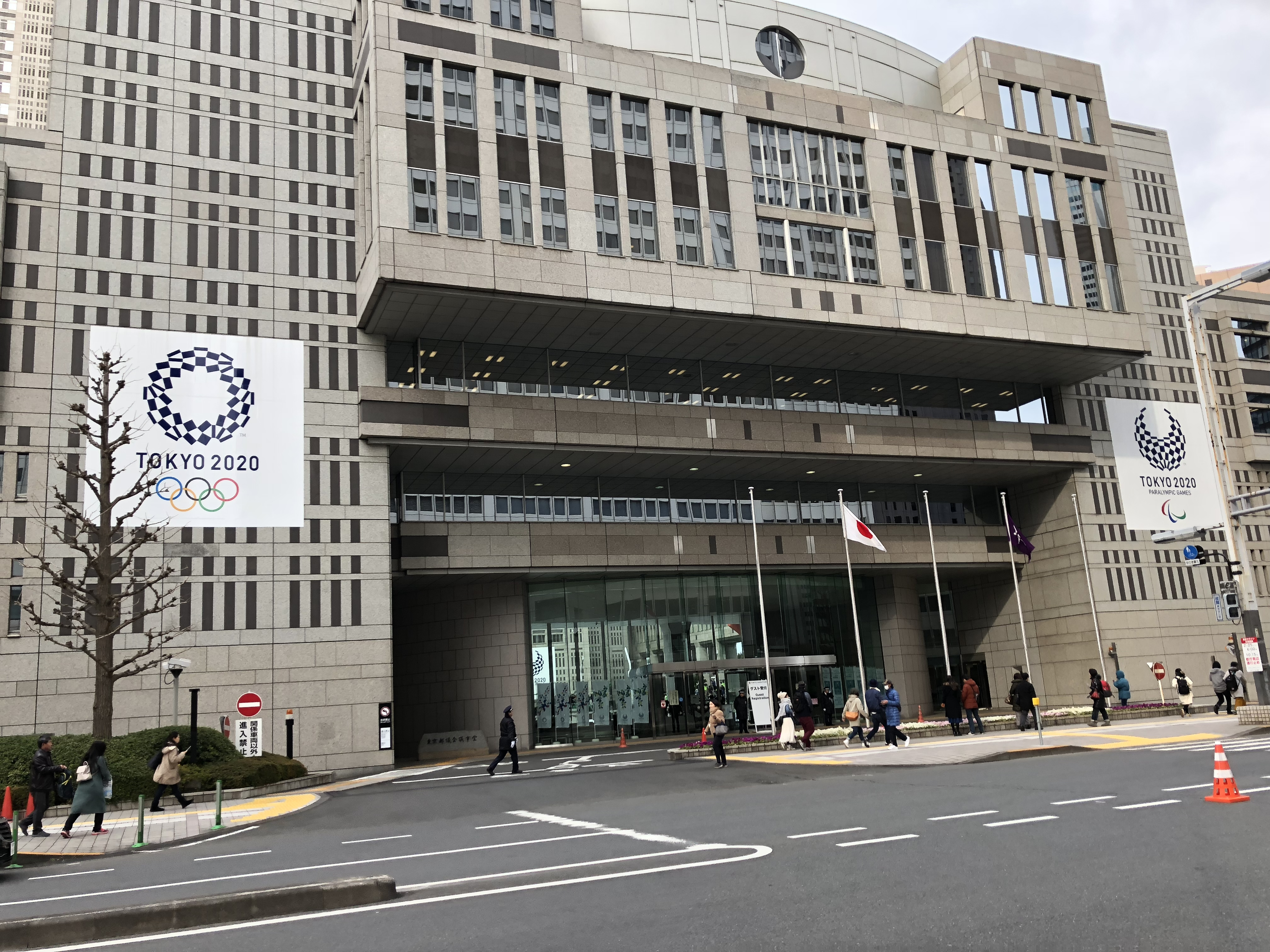
A logó motívuma az „icsimacu mojo” nevű kockás minta az Edo-korban (1603–1867) vált népszerűvé, és így az ősi Japánt példázza

Az olimpia első, elfogadott logóját Szano Kendzsiro tervezte, és a japán zászlót használta fel alapmotívumként. Később a belga Olivier Debie a Nemzetközi Olimpiai Bizottságnál panasszal élt, miszerint az ő Liège-i Színháznak készített művét használta alapként Szano. Ezért ezt az emblémát visszavonták.
A szervező bizottság az új logó elkészítésére pályázatot írt ki. A 2015. decemberi határidőig több mint 14 000 ötlet érkezett be. A kiválasztást végző bizottság a 2015. év végig néhány százra, 2016. január 9-ig még tovább szűkítette a pályaművek számát. 2016 áprilisában bemutatták Aszao Tokolo tervező új nyertes logóját. A tervező az Edo-korban népszerű tradicionális japán ichimatsu moyo motívumot használta fel. A logo indigókék színű négyszögekből álló kör alak, a különböző kultúrák különbségeit jeleníti meg, amelyek egymás mellé helyezve szabályos formát alkotó, különböző méretű négyszögek körbe rendeződő szerkezete. A háromféle méretű téglalapok minden sarkon összekapcsolódnak.

## Kabala
2018 február 28-án mutatták be az olimpia kabaláját. A kék színű futurisztikus figura Tanigucsi Rio munkája. A pályázatok közül 200 000 japán általános iskolai osztály szavazata alapján választották ki a győztest. A kabala a Miraitova nevet kapta, amely a japán mirai (jövő) és tova (örökkévalóság) szavakból ered.

## Létesítmények, infrastruktúra

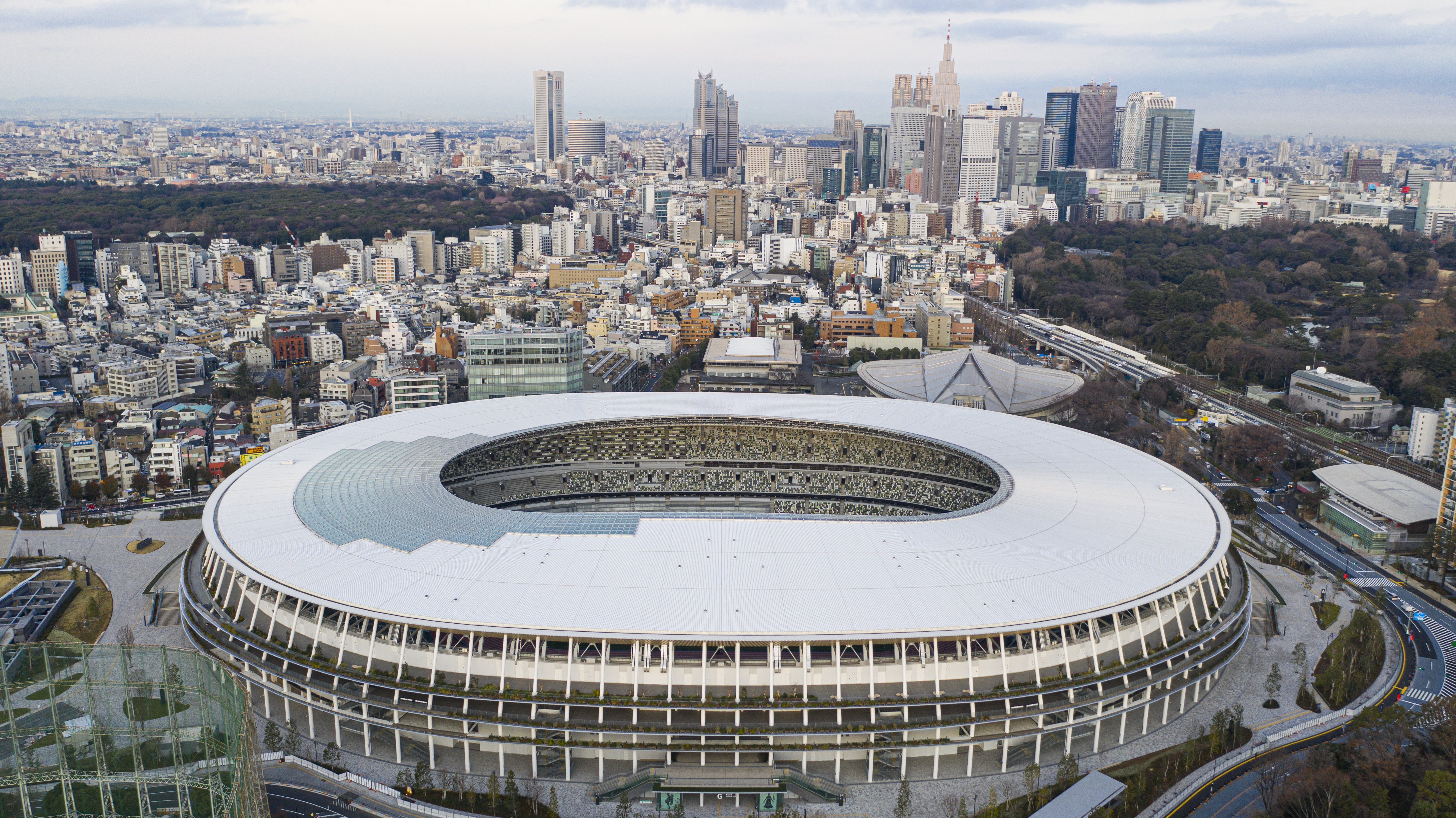
A tokiói Nemzeti Olimpiai Stadion

2015 decemberében a NOB engedélyezte, hogy a pályakerékpáros versenyekre ne Tokióban, hanem Izuban kerüljön sor. Egyes kerékpárversenyeket a Forma 1-et is megjárt Fuji pályán rendezték.

## Versenyszámok
| Sportág        | Sportág     | Érem | Sportág        | Sportág        | Érem | Sportág              | Sportág              | Érem |
| -------------- | ----------- | ---- | -------------- | -------------- | ---- | -------------------- | -------------------- | ---- |
| Asztalitenisz  |             | 5    | Kerékpár       |                | 22   | Röplabda             | Röplabda             | 2    |
| Atlétika       |             | 48   | BMX            | BMX            | 4    | Strandröplabda       | Strandröplabda       | 2    |
| Baseball       |             | 1    | Hegyi          | Hegyi          | 2    | Softball             |                      | 1    |
| Birkózás       |             | 18   | Országúti      | Országúti      | 4    | Sportlövészet        |                      | 15   |
| Szabadfogás    | Szabadfogás | 12   | Pálya          | Pálya          | 12   | Sportmászás          |                      | 2    |
| Kötöttfogás    | Kötöttfogás | 6    | Kézilabda      |                | 2    | Súlyemelés           |                      | 14   |
| Cselgáncs      |             | 15   | Kosárlabda     |                | 4    | Szinkronúszás        |                      | 2    |
| Evezés         |             | 14   | Kosárlabda     | Kosárlabda     | 2    | Taekwondo            |                      | 8    |
| Golf           |             | 2    | 3x3 Kosárlabda | 3x3 Kosárlabda | 2    | Tenisz               |                      | 5    |
| Gördeszka      |             | 4    | Labdarúgás     |                | 2    | Tollaslabda          |                      | 5    |
| Gyeplabda      |             | 2    | Lovaglás       |                | 6    | Torna                |                      | 18   |
| Hullámlovaglás |             | 2    | Díjlovaglás    | Díjlovaglás    | 2    | Szertorna            | Szertorna            | 14   |
| Íjászat        |             | 5    | Díjugratás     | Díjugratás     | 2    | Ritmikus gimnasztika | Ritmikus gimnasztika | 2    |
| Kajak-kenu     |             | 16   | Lovastusa      | Lovastusa      | 2    | Trambulin            | Trambulin            | 2    |
| Síkvizi        | Síkvizi     | 12   | Műugrás        |                | 8    | Triatlon             |                      | 3    |
| Szlalom        | Szlalom     | 4    | Ökölvívás      |                | 13   | Úszás                |                      | 37   |
| Karate         |             | 8    | Öttusa         |                | 2    | Vitorlázás           |                      | 10   |
| Kata           | Kata        | 2    | Rögbi          |                | 2    | Vívás                |                      | 12   |
| Kumite         | Kumite      | 6    | Röplabda       |                | 4    | Vízilabda            |                      | 2    |

## Menetrend
A 2020. évi nyári olimpia menetrendjét 2018. július 18-án hagyta jóvá a NOB Végrehajtó Bizottsága, az úszás, szinkronúszás és a műugrás kivételével. Részletesebb menetrendet 2019 tavaszán hoznak nyilvánosságra.
A 2020. évi nyári olimpia teljes menetrendjét 2019. július 31-én hagyták jóvá.
Minden időpont a Japan Standard Time (UTC+09:00) szerint.
| ● | Nyitóünnepség | ● | Versenynap | ● | Döntő(k) | ● | Záróünnepség |

| Július/Augusztus    | Július/Augusztus     | 21 Sze | 22 Csüt | 23 Pén | 24 Szo | 25 Vas | 26 Hét | 27 Kedd | 28 Sze | 29 Csüt | 30 Pén | 31 Szo | 1 Vas | 2 Hét | 3 Kedd | 4 Sze | 5 Csüt | 6 Pén | 7 Szo | 8 Vas | Versenyszám |
| ------------------- | -------------------- | ------ | ------- | ------ | ------ | ------ | ------ | ------- | ------ | ------- | ------ | ------ | ----- | ----- | ------ | ----- | ------ | ----- | ----- | ----- | ----------- |
| Ünnepségek          | Ünnepségek           |        |         | ●      |        |        |        |         |        |         |        |        |       |       |        |       |        |       |       | ●     |             |
| Asztalitenisz       | Asztalitenisz        |        |         |        | ●      | ●      | 1      | ●       | ●      | 1       | 1      |        | ●     | ●     | ●      | ●     | 1      | 1     |       |       | 5           |
| Atlétika            | Atlétika             |        |         |        |        |        |        |         |        |         | 1      | 3      | 4     | 5     | 6      | 5     | 8      | 8     | 7     | 1     | 48          |
| Baseball            | Baseball             |        |         |        |        |        |        |         | ●      | ●       | ●      | ●      | ●     | ●     | ●      | ●     | ●      |       | 1     |       | 1           |
| Birkózás            | Birkózás             |        |         |        |        |        |        |         |        |         |        |        | ●     | 3     | 3      | 3     | 3      | 3     | 3     |       | 18          |
| Cselgáncs           | Cselgáncs            |        |         |        | 2      | 2      | 2      | 2       | 2      | 2       | 2      | 1      |       |       |        |       |        |       |       |       | 15          |
| Evezés              | Evezés               |        |         | ●      | ●      | ●      |        |         | 6      | 4       | 4      |        |       |       |        |       |        |       |       |       | 14          |
| Golf                | Golf                 |        |         |        |        |        |        |         |        | ●       | ●      | ●      | 1     |       |        | ●     | ●      | ●     | 1     |       | 2           |
| Gördeszka           | Gördeszka            |        |         |        |        | 1      | 1      |         |        |         |        |        |       |       |        | 1     | 1      |       |       |       | 4           |
| Gyeplabda           | Gyeplabda            |        |         |        | ●      | ●      | ●      | ●       | ●      | ●       | ●      | ●      | ●     | ●     | ●      | ●     | 1      | 1     |       |       | 2           |
| Hullámlovaglás      | Hullámlovaglás       |        |         |        |        | ●      | ●      | 2       |        |         |        |        |       |       |        |       |        |       |       |       | 2           |
| Íjászat             | Íjászat              |        |         | ●      | 1      | 1      | 1      | ●       | ●      | ●       | 1      | 1      |       |       |        |       |        |       |       |       | 5           |
| Kajak-kenu          | Szlalom              |        |         |        |        | ●      | 1      | 1       | ●      | 1       | 1      |        |       |       |        |       |        |       |       |       | 16          |
| Kajak-kenu          | Sprint               |        |         |        |        |        |        |         |        |         |        |        |       | ●     | 4      | ●     | 4      | ●     | 4     |       | 16          |
| Karate              | Karate               |        |         |        |        |        |        |         |        |         |        |        |       |       |        |       | 3      | 3     | 2     |       | 8           |
| Kerékpár            | Országúti            |        |         |        | 1      | 1      |        |         | 2      |         |        |        |       |       |        |       |        |       |       |       | 22          |
| Kerékpár            | Pálya                |        |         |        |        |        |        |         |        |         |        |        |       | 1     | 2      | 1     | 2      | 2     | 1     | 3     | 22          |
| Kerékpár            | BMX                  |        |         |        |        |        |        |         |        | ●       | 2      | ●      | 2     |       |        |       |        |       |       |       | 22          |
| Kerékpár            | Hegyi                |        |         |        |        |        | 1      | 1       |        |         |        |        |       |       |        |       |        |       |       |       | 22          |
| Kézilabda           | Kézilabda            |        |         |        | ●      | ●      | ●      | ●       | ●      | ●       | ●      | ●      | ●     | ●     | ●      | ●     | ●      | ●     | 1     | 1     | 2           |
| Kosárlabda          | Kosárlabda           |        |         |        |        | ●      | ●      | ●       | ●      | ●       | ●      | ●      | ●     | ●     | ●      | ●     | ●      | ●     | 1     | 1     | 4           |
| Kosárlabda          | 3x3 kosárlabda       |        |         |        | ●      | ●      | ●      | ●       | 2      |         |        |        |       |       |        |       |        |       |       |       | 4           |
| Labdarúgás          | Labdarúgás           | ●      | ●       |        | ●      | ●      |        | ●       | ●      |         | ●      | ●      |       | ●     | ●      |       | ●      | 1     | 1     |       | 2           |
| Lovaglás            | Lovaglás             |        |         |        | ●      | ●      |        | 1       | 1      |         | ●      | ●      | ●     | 2     | ●      | 1     |        | ●     | 1     |       | 6           |
| Műugrás             | Műugrás              |        |         |        |        | 1      | 1      | 1       | 1      |         | ●      | ●      | 1     | ●     | 1      | ●     | 1      | ●     | 1     |       | 8           |
| Ökölvívás           | Ökölvívás            |        |         |        | ●      | ●      | ●      | ●       | ●      | ●       | ●      | ●      | ●     |       | 2      | 1     | 1      | 1     | 4     | 4     | 13          |
| Öttusa              | Öttusa               |        |         |        |        |        |        |         |        |         |        |        |       |       |        |       | ●      | 1     | 1     |       | 2           |
| Rögbi               | Rögbi                |        |         |        |        |        | ●      | ●       | 1      | ●       | ●      | 1      |       |       |        |       |        |       |       |       | 2           |
| Softball            | Softball             | ●      | ●       |        | ●      | ●      | ●      | 1       |        |         |        |        |       |       |        |       |        |       |       |       | 1           |
| Sportlövészet       | Sportlövészet        |        |         |        | 2      | 2      | 2      | 2       | ●      | 2       | 1      | 2      | ●     | 2     |        |       |        |       |       |       | 15          |
| Sportmászás         | Sportmászás          |        |         |        |        |        |        |         |        |         |        |        |       |       | ●      | ●     | 1      | 1     |       |       | 2           |
| Röplabda            | Strandröplabda       |        |         |        | ●      | ●      | ●      | ●       | ●      | ●       | ●      | ●      | ●     | ●     | ●      | ●     | ●      | 1     | 1     |       | 4           |
| Röplabda            | Terem                |        |         |        | ●      | ●      | ●      | ●       | ●      | ●       | ●      | ●      | ●     | ●     | ●      | ●     | ●      | ●     | 1     | 1     | 4           |
| Súlyemelés          | Súlyemelés           |        |         |        | 1      | 2      | 1      | 2       | 1      |         |        | 2      | 1     | 2     | 1      | 1     |        |       |       |       | 14          |
| Szinkronúszás       | Szinkronúszás        |        |         |        |        |        |        |         |        |         |        |        |       | ●     | ●      | 1     |        | ●     | 1     |       | 2           |
| Taekwondo           | Taekwondo            |        |         |        | 2      | 2      | 2      | 2       |        |         |        |        |       |       |        |       |        |       |       |       | 8           |
| Tenisz              | Tenisz               |        |         |        | ●      | ●      | ●      | ●       | ●      | ●       | 1      | 1      | 3     |       |        |       |        |       |       |       | 5           |
| Tollaslabda         | Tollaslabda          |        |         |        | ●      | ●      | ●      | ●       | ●      | ●       | 1      | 1      | 1     | 2     |        |       |        |       |       |       | 5           |
| Torna               | Szertorna            |        |         |        | ●      | ●      | 1      | 1       | 1      | 1       |        |        | 4     | 3     | 3      | Gála  |        |       |       |       | 18          |
| Torna               | Ritmikus gimnasztika |        |         |        |        |        |        |         |        |         |        |        |       |       |        |       |        | ●     | 1     | 1     | 18          |
| Torna               | Trambulin            |        |         |        |        |        |        |         |        |         | 1      | 1      |       |       |        |       |        |       |       |       | 18          |
| Triatlon            | Triatlon             |        |         |        |        |        | 1      | 1       |        |         |        | 1      |       |       |        |       |        |       |       |       | 3           |
| Úszás               | Úszás                |        |         |        | ●      | 4      | 4      | 4       | 5      | 5       | 4      | 4      | 5     |       |        | 1     | 1      |       |       |       | 37          |
| Vitorlázás          | Vitorlázás           |        |         |        |        | ●      | ●      | ●       | ●      | ●       | ●      | 2      | 2     | 2     | 2      | 2     |        |       |       |       | 10          |
| Vívás               | Vívás                |        |         |        | 2      | 2      | 2      | 1       | 1      | 1       | 1      | 1      | 1     |       |        |       |        |       |       |       | 12          |
| Vízilabda           | Vízilabda            |        |         |        | ●      | ●      | ●      | ●       | ●      | ●       | ●      | ●      | ●     | ●     | ●      | ●     | ●      | ●     | 1     | 1     | 2           |
| Összes aznapi döntő | Összes aznapi döntő  |        |         |        | 11     | 18     | 21     | 24      | 21     | 17      | 21     | 21     | 25    | 22    | 24     | 17    | 27     | 23    | 34    | 13    | 339         |
| Összesítés          | Összesítés           |        |         |        | 11     | 29     | 50     | 74      | 95     | 112     | 133    | 154    | 179   | 201   | 225    | 242   | 269    | 292   | 326   | 339   | 339         |
| Július/Augusztus    | Július/Augusztus     | 21 Sze | 22 Csüt | 23 Pén | 24 Szo | 25 Vas | 26 Hét | 27 Kedd | 28 Sze | 29 Csüt | 30 Pén | 31 Szo | 1 Vas | 2 Hét | 3 Kedd | 4 Sze | 5 Csüt | 6 Pén | 7 Szo | 8 Vas | Összesen    |

## Részt vevő nemzetek
2021. április elején az észak-koreai sportminisztérium – a koronavírus-járványra hivatkozva – bejelentette, hogy az ország nem vesz részt az olimpián.
- Afganisztán (AFG) (5)
- Albánia (ALB) (9)
- Algéria (ALG) (37)
- Amerikai Szamoa (ASA) (6)
- Amerikai Virgin-szigetek (ISV) (4)
- Andorra (AND) (2)
- Angola (ANG) (20)
- Antigua és Barbuda (ANT) (6)
- Argentína (ARG) (185)
- Aruba (ARU) (3)
- Ausztrália (AUS) (478)
- Ausztria (AUT) (60)
- Azerbajdzsán (AZE) (44)
- Bahama-szigetek (BAH) (16)
- Bahrein (BRN) (32)
- Banglades (BAN) (6)
- Barbados (BAR) (8)
- Belgium (BEL) (123)
- Belize (BIZ) (3)
- Benin (BEN) (7)
- Bermuda (BER) (2)
- Bhután (BHU) (4)
- Bissau-Guinea (GBS) (4)
- Bolívia (BOL) (5)
- Bosznia-Hercegovina (BIH) (7)
- Botswana (BOT) (13)
- Brazília (BRA) (301)
- Brit Virgin-szigetek (IVB) (3)
- Brunei (BRU) (2)
- Bulgária (BUL) (42)
- Burkina Faso (BUR) (7)
- Burundi (BDI) (6)
- Chile (CHI) (51)
- Ciprus (CYP) (15)
- Comore-szigetek (COM) (3)
- Cook-szigetek (COK) (6)
- Costa Rica (CRC) (12)
- Csád (CHA) (3)
- Csehország (CZE) (115)
- Dánia (DEN) (104)
- Dél-afrikai Köztársaság (RSA) (177)
- Dél-Korea (KOR) (235)
- Dél-Szudán (SSD) (2)
- Dominikai Közösség (DMA) (2)
- Dominikai Köztársaság (DOM) (62)
- Dzsibuti (DJI) (4)
- Ecuador (ECU) (46)
- Egyenlítői-Guinea (GEQ) (3)
- Egyesült Államok (USA) (621)
- Egyesült Arab Emírségek (UAE) (5)
- Egyiptom (EGY) (133)
- Elefántcsontpart (CIV) (26)
- Eritrea (ERI) (13)
- Észtország (EST) (33)
- Etiópia (ETH) (38)
- Fehéroroszország (BLR) (101)
- Fidzsi-szigetek (FIJ) (30)
- Finnország (FIN) (29)
- Franciaország (FRA) (398)
- Fülöp-szigetek (PHI) (19)
- Gabon (GAB) (5)
- Gambia (GAM) (4)
- Ghána (GHA) (14)
- Görögország (GRE) (83)
- Grenada (GRN) (6)
- Grúzia (GEO) (35)
- Guam (GUM) (5)
- Guatemala (GUA) (24)
- Guinea (GUI) (4)
- Guyana (GUY) (7)
- Haiti (HAI) (6)
- Hollandia (NED) (274)
- Honduras (HON) (22)
- Hongkong (HKG) (42)
- Horvátország (CRO) (59)
- India (IND) (120)
- Indonézia (INA) (28)
- Irak (IRQ) (3)
- Irán (IRI) (66)
- Írország (IRL) (116)
- Izland (ISL) (4)
- Izrael (ISR) (90)
- Jamaica (JAM) (50)
- Japán (JPN) (600) (rendező)
- Jemen (YEM) (5)
- Jordánia (JOR) (14)
- Kajmán-szigetek (CAY) (5)
- Kambodzsa (CAM) (3)
- Kamerun (CMR) (12)
- Kanada (CAN) (378)
- Katar (QAT) (16)
- Kazahsztán (KAZ) (93)
- Kelet-Timor (TLS) (3)
- Kenya (KEN) (85)
- Kína (CHN) (410)
- Kirgizisztán (KGZ) (16)
- Kiribati (KIR) (3)
- Kolumbia (COL) (67)
- Kongói Demokratikus Köztársaság (COD) (7)
- Kongói Köztársaság (CGO) (3)
- Koszovó (KOS) (11)
- Közép-afrikai Köztársaság (CAF) (2)
- Kuba (CUB) (70)
- Kuvait (KUW) (11)
- Laosz (LAO) (4)
- Lengyelország (POL) (210)
- Lesotho (LES) (2)
- Lettország (LAT) (33)
- Libanon (LBN) (6)
- Libéria (LBR) (3)
- Líbia (LBA) (4)
- Liechtenstein (LIE) (5)
- Litvánia (LTU) (41)
- Luxemburg (LUX) (12)
- Észak-Macedónia (MKD) (8)
- Madagaszkár (MAD) (6)
- Magyarország (HUN) (173)
- Malajzia (MAS) (30)
- Malawi (MAW) (5)
- Maldív-szigetek (MDV) (4)
- Mali (MLI) (4)
- Málta (MLT) (6)
- Marokkó (MAR) (50)
- Marshall-szigetek (MHL) (2)
- Mauritánia (MTN) (2)
- Mauritius (MRI) (8)
- Menekültek olimpiai csapata (EOR) (29)
- Mexikó (MEX) (161)
- Mianmar (MYA) (2)
- Mikronézia (FSM) (3)
- Moldova (MDA) (20)
- Monaco (MON) (6)
- Mongólia (MGL) (43)
- Montenegró (MNE) (34)
- Mozambik (MOZ) (10)
- Nagy-Britannia (GBR) (375)
- Namíbia (NAM) (11)
- Nauru (NRU) (2)
- Németország (GER) (392)
- Nepál (NEP) (5)
- Nicaragua (NCA) (8)
- Niger (NIG) (7)
- Nigéria (NGR) (60)
- Norvégia (NOR) (75)
- Olaszország (ITA) (378)
- Omán (OMA) (5)
- Az Orosz Olimpiai Bizottság versenyzői (ROC) (328)
- Örményország (ARM) (17)
- Pakisztán (PAK) (10)
- Palau (PLW) (3)
- Palesztina (PLE) (5)
- Panama (PAN) (10)
- Pápua Új-Guinea (PNG) (8)
- Paraguay (PAR) (8)
- Peru (PER) (35)
- Portugália (POR) (92)
- Puerto Rico (PUR) (37)
- Románia (ROU) (101)
- Ruanda (RWA) (6)
- Saint Kitts és Nevis (SKN) (2)
- Saint Lucia (LCA) (5)
- Saint Vincent és a Grenadine-szigetek (VIN) (3)
- Salamon-szigetek (SOL) (3)
- Salvador (ESA) (5)
- San Marino (SMR) (5)
- São Tomé és Príncipe (STP) (3)
- Seychelle-szigetek (SEY) (5)
- Sierra Leone (SLE) (3)
- Szingapúr (SGP) (23)
- Spanyolország (ESP) (328)
- Srí Lanka (SRI) (9)
- Suriname (SUR) (2)
- Svájc (SUI) (107)
- Svédország (SWE) (134)
- Szamoa (SAM) (8)
- Szaúd-Arábia (KSA) (29)
- Szenegál (SEN) (9)
- Szerbia (SRB) (86)
- Szíria (SYR) (6)
- Szlovákia (SVK) (41)
- Szlovénia (SLO) (53)
- Szomália (SOM) (2)
- Szudán (SUD) (4)
- Szváziföld (SWZ) (4)
- Tádzsikisztán (TJK) (11)
- Tajvan (TPE) (68)
- Tanzánia (TAN) (3)
- Thaiföld (THA) (42)
- Togo (TOG) (4)
- Tonga (TGA) (6)
- Törökország (TUR) (108)
- Trinidad és Tobago (TTO) (22)
- Tunézia (TUN) (63)
- Tuvalu (TUV) (2)
- Türkmenisztán (TKM) (9)
- Uganda (UGA) (25)
- Új-Zéland (NZL) (223)
- Ukrajna (UKR) (155)
- Uruguay (URU) (11)
- Üzbegisztán (UZB) (63)
- Vanuatu (VAN) (3)
- Venezuela (VEN) (44)
- Vietnám (VIE) (18)
- Zambia (ZAM) (26)
- Zimbabwe (ZIM) (5)
- Zöld-foki Köztársaság (CPV) (6)

## Éremtáblázat
(A táblázatban Magyarország és a rendező nemzet csapata eltérő háttérszínnel kiemelve.)
| A 2020. évi nyári olimpiai játékok éremtáblázatának első tíz helyezettje | A 2020. évi nyári olimpiai játékok éremtáblázatának első tíz helyezettje | A 2020. évi nyári olimpiai játékok éremtáblázatának első tíz helyezettje | A 2020. évi nyári olimpiai játékok éremtáblázatának első tíz helyezettje | A 2020. évi nyári olimpiai játékok éremtáblázatának első tíz helyezettje | Olimpia  |
| ------------------------------------------------------------------------ | ------------------------------------------------------------------------ | ------------------------------------------------------------------------ | ------------------------------------------------------------------------ | ------------------------------------------------------------------------ | -------- |
|                                                                          | Ország                                                                   | Arany                                                                    | Ezüst                                                                    | Bronz                                                                    | Összesen |
| 1.                                                                       | Egyesült Államok (USA)                                                   | 39                                                                       | 41                                                                       | 33                                                                       | 113      |
| 2.                                                                       | Kína (CHN)                                                               | 38                                                                       | 32                                                                       | 19                                                                       | 89       |
| 3.                                                                       | Japán (JPN)                                                              | 27                                                                       | 14                                                                       | 17                                                                       | 58       |
| 4.                                                                       | Nagy-Britannia (GBR)                                                     | 22                                                                       | 20                                                                       | 22                                                                       | 64       |
| 5.                                                                       | Az Orosz Olimpiai Bizottság versenyzői (ROC)                             | 20                                                                       | 28                                                                       | 23                                                                       | 71       |
| 6.                                                                       | Ausztrália (AUS)                                                         | 17                                                                       | 7                                                                        | 22                                                                       | 46       |
| 7.                                                                       | Hollandia (NED)                                                          | 10                                                                       | 12                                                                       | 14                                                                       | 36       |
| 8.                                                                       | Franciaország (FRA)                                                      | 10                                                                       | 12                                                                       | 11                                                                       | 33       |
| 9.                                                                       | Németország (GER)                                                        | 10                                                                       | 11                                                                       | 16                                                                       | 37       |
| 10.                                                                      | Olaszország (ITA)                                                        | 10                                                                       | 10                                                                       | 20                                                                       | 40       |
|                                                                          |                                                                          |                                                                          |                                                                          |                                                                          |          |
| 15.                                                                      | Magyarország (HUN)                                                       | 6                                                                        | 7                                                                        | 7                                                                        | 20       |

### Fordítás
- Ez a szócikk részben vagy egészben a 2020 Summer Olympics című angol Wikipédia-szócikk ezen változatának fordításán alapul.  Az eredeti cikk szerkesztőit annak laptörténete sorolja fel. Ez a jelzés csupán a megfogalmazás eredetét és a szerzői jogokat jelzi, nem szolgál a cikkben szereplő információk forrásmegjelöléseként.